# Ben Chilwell
Benjamin James Chilwell, detto Ben (Milton Keynes, 21 dicembre 1996), è un calciatore inglese, difensore del Chelsea. Con la nazionale inglese è stato vicecampione d'Europa nel 2021.

## Biografia
Il padre di Ben è di origine neozelandese; nel 1993 è emigrato in Inghilterra, tre anni prima della nascita del figlio.

## Caratteristiche tecniche
È un terzino sinistro, dotato di una buona capacità di corsa, che può agire all'occorrenza anche come esterno di fascia a centrocampo, sempre sulla corsia laterale mancina; possiede inoltre un'ottima resistenza fisica. Dotato di buon atletismo e tecnica, sa distinguersi in entrambe le fasi di gioco. È abile a recuperare il pallone tramite tackle e a giocare in uno contro uno.
Considerato tra il 2019 e il 2021 come uno dei migliori terzini sinistri in circolazione, non è riuscito a rispettare le aspettative a causa di numerosi, gravi, infortuni, specie nel periodo al Chelsea

## Carriera

### Club

#### Leicester City e parentesi all'Huddersfield Town
Chilwell è un prodotto delle giovanili del Leicester e ha vinto il premio Giocatore dell'anno delle giovanili alla fine della stagione 2014-15. Con l'allenatore Claudio Ranieri è entrato a far parte della rosa durante la preparazione estiva 2015, ricevendo la maglia numero 30 in vista della stagione 2015-16. Ha fatto il suo debutto fra i professionisti il 27 ottobre 2015 in Coppa di Lega contro l'Hull City, giocando l'intera partita e perdendo 5-4 ai rigori dopo l'1-1 nei tempi supplementari.
Il 19 novembre 2015 è stato ceduto in prestito per poco più di un mese all'Huddersfield Town, club di seconda serie inglese, fino al 3 gennaio 2016. Ha fatto il suo debutto con i Terriers nella partita di campionato del 28 novembre, persa per 2-0 in casa contro il Middlesbrough.
Tornato al Leicester, il 10 gennaio 2016 ha esordito da titolare in FA Cup nel pareggio per 2-2 in trasferta contro il Tottenham. Figura poi nella squadra finale (pur senza giocare in campionato) che a sorpresa ha vinto la Premier League. Il 28 luglio dello stesso anno ha rinnovato fino al giugno 2021 il proprio contratto con il club campione d'Inghilterra. Il 18 maggio 2017 realizza la sua prima rete con la maglia delle Foxes in Premier League, nella penultima partita di campionato persa per 6-1 in casa contro il Tottenham.

#### Chelsea
Il 26 agosto 2020 viene acquistato dal Chelsea e sottoscrive con i Blues un contratto quinquennale. Debutta con i londinesi il 23 settembre 2020 in Carabao Cup nel 6-0 contro il Barnsley, rimpiazzando al 66' Kai Havertz. Il 7 aprile 2021 segna il suo primo gol in UEFA Champions League, nella partita di andata dei quarti di finale vinta in trasferta contro il Porto (0-2).
Il 23 novembre 2021, durante la gara casalinga dei gironi di Champions League contro la Juventus, si procura la rottura del legamento crociato anteriore che lo costringe a saltare il resto della stagione.

#### Crystal Palace
Il 4 febbraio 2025 viene ceduto in prestito al Crystal Palace.

### Nazionale
Dopo aver giocato con le selezioni giovanili inglesi dalla Under-18 all'Under-21, e dopo aver ricevuto alcune convocazioni senza essere mai sceso in campo, l'11 settembre 2018 debutta in nazionale maggiore nell'amichevole vinta per 1-0 contro la Svizzera, subentrando al 79º minuto a Danny Rose.
Il 9 ottobre 2021 realizza la sua prima rete in nazionale nel successo per 0-5 contro Andorra.

## Statistiche

### Presenze e reti nei club
Statistiche aggiornate al 20 maggio 2025.
| Stagione              | Squadra               | Campionato            | Campionato | Campionato | Coppe nazionali | Coppe nazionali | Coppe nazionali | Coppe continentali | Coppe continentali | Coppe continentali | Altre coppe | Altre coppe | Altre coppe | Totale | Totale |
| Stagione              | Squadra               | Comp                  | Pres       | Reti       | Comp            | Pres            | Reti            | Comp               | Pres               | Reti               | Comp        | Pres        | Reti        | Pres   | Reti   |
| --------------------- | --------------------- | --------------------- | ---------- | ---------- | --------------- | --------------- | --------------- | ------------------ | ------------------ | ------------------ | ----------- | ----------- | ----------- | ------ | ------ |
| nov. 2015-gen. 2016   | Huddersfield Town     | FLC                   | 8          | 0          | FACup+CdL       | 0+0             | 0               | -                  | -                  | -                  | -           | -           | -           | 8      | 0      |
| 2015-2016             | Leicester City        | PL                    | 0          | 0          | FACup+CdL       | 2+1             | 0               | -                  | -                  | -                  | -           | -           | -           | 3      | 0      |
| 2016-2017             | Leicester City        | PL                    | 12         | 1          | FACup+CdL       | 4+1             | 0               | UCL                | 2                  | 0                  | CS          | 0           | 0           | 19     | 1      |
| 2017-2018             | Leicester City        | PL                    | 24         | 0          | FACup+CdL       | 4+4             | 0               | -                  | -                  | -                  | -           | -           | -           | 32     | 0      |
| 2018-2019             | Leicester City        | PL                    | 36         | 0          | FACup+CdL       | 0+0             | 0               | -                  | -                  | -                  | -           | -           | -           | 36     | 0      |
| 2019-2020             | Leicester City        | PL                    | 27         | 3          | FACup+CdL       | 3+3             | 0               | -                  | -                  | -                  | -           | -           | -           | 33     | 3      |
| Totale Leicester City | Totale Leicester City | Totale Leicester City | 99         | 4          |                 | 22              | 0               |                    | 2                  | 0                  |             | 0           | 0           | 123    | 4      |
| 2020-2021             | Chelsea               | PL                    | 27         | 3          | FACup+CdL       | 3+2             | 0               | UCL                | 9                  | 1                  | -           | -           | -           | 41     | 4      |
| 2021-2022             | Chelsea               | PL                    | 9          | 3          | FACup+CdL       | 0+2             | 0               | UCL                | 3                  | 0                  | SU          | 0           | 0           | 14     | 3      |
| 2022-2023             | Chelsea               | PL                    | 22         | 2          | FACup+CdL       | 0               | 0               | UCL                | 7                  | 0                  |             |             |             | 29     | 2      |
| 2023-2024             | Chelsea               | PL                    | 13         | 0          | FACup+CdL       | 5+3             | 0+0             | -                  | -                  | -                  | -           | -           | -           | 21     | 0      |
| 2024-feb. 2025        | Chelsea               | PL                    | 0          | 0          | FACup+CdL       | 0+1             | 0               | UECL               | 0                  | 0                  | -           | -           | -           | 1      | 0      |
| Totale Chelsea        | Totale Chelsea        | Totale Chelsea        | 71         | 8          |                 | 16              | 0               |                    | 19                 | 1                  |             | 0           | 0           | 106    | 9      |
| feb.-giu. 2025        | Crystal Palace        | PL                    | 8          | 1          | FACup+CdL       | 3+0             | 0+0             | -                  | -                  | -                  | -           | -           | -           | 11     | 1      |
| Totale carriera       | Totale carriera       | Totale carriera       | 186        | 13         |                 | 41              | 0               |                    | 21                 | 1                  |             | 0           | 0           | 248    | 14     |

### Cronologia presenze e reti in nazionale
| Cronologia completa delle presenze e delle reti in nazionale ― Inghilterra | Cronologia completa delle presenze e delle reti in nazionale ― Inghilterra | Cronologia completa delle presenze e delle reti in nazionale ― Inghilterra | Cronologia completa delle presenze e delle reti in nazionale ― Inghilterra | Cronologia completa delle presenze e delle reti in nazionale ― Inghilterra | Cronologia completa delle presenze e delle reti in nazionale ― Inghilterra | Cronologia completa delle presenze e delle reti in nazionale ― Inghilterra | Cronologia completa delle presenze e delle reti in nazionale ― Inghilterra |
| Data                                                                       | Città                                                                      | In casa                                                                    | Risultato                                                                  | Ospiti                                                                     | Competizione                                                               | Reti                                                                       | Note                                                                       |
| -------------------------------------------------------------------------- | -------------------------------------------------------------------------- | -------------------------------------------------------------------------- | -------------------------------------------------------------------------- | -------------------------------------------------------------------------- | -------------------------------------------------------------------------- | -------------------------------------------------------------------------- | -------------------------------------------------------------------------- |
| 11-9-2018                                                                  | Leicester                                                                  | Inghilterra                                                                | 1 – 0                                                                      | Svizzera                                                                   | Amichevole                                                                 | -                                                                          | 79’                                                                        |
| 12-10-2018                                                                 | Fiume                                                                      | Croazia                                                                    | 0 – 0                                                                      | Inghilterra                                                                | UEFA Nations League 2018-2019 - 1º turno                                   | -                                                                          |                                                                            |
| 15-10-2018                                                                 | Siviglia                                                                   | Spagna                                                                     | 2 – 3                                                                      | Inghilterra                                                                | UEFA Nations League 2018-2019 - 1º turno                                   | -                                                                          |                                                                            |
| 15-11-2018                                                                 | Londra                                                                     | Inghilterra                                                                | 3 – 0                                                                      | Stati Uniti                                                                | Amichevole                                                                 | -                                                                          | 57’                                                                        |
| 18-11-2018                                                                 | Londra                                                                     | Inghilterra                                                                | 2 – 1                                                                      | Croazia                                                                    | UEFA Nations League 2018-2019 - 1º turno                                   | -                                                                          |                                                                            |
| 22-3-2019                                                                  | Londra                                                                     | Inghilterra                                                                | 5 – 0                                                                      | Rep. Ceca                                                                  | Qual. Euro 2020                                                            | -                                                                          |                                                                            |
| 6-6-2019                                                                   | Guimarães                                                                  | Paesi Bassi                                                                | 3 – 1 dts                                                                  | Inghilterra                                                                | UEFA Nations League 2018-2019 - Semifinale                                 | -                                                                          |                                                                            |
| 10-9-2019                                                                  | Southampton                                                                | Inghilterra                                                                | 5 – 3                                                                      | Kosovo                                                                     | Qual. Euro 2020                                                            | -                                                                          |                                                                            |
| 14-10-2019                                                                 | Sofia                                                                      | Bulgaria                                                                   | 0 – 6                                                                      | Inghilterra                                                                | Qual. Euro 2020                                                            | -                                                                          |                                                                            |
| 14-11-2019                                                                 | Londra                                                                     | Inghilterra                                                                | 7 – 0                                                                      | Montenegro                                                                 | Qual. Euro 2020                                                            | -                                                                          |                                                                            |
| 17-11-2019                                                                 | Pristina                                                                   | Kosovo                                                                     | 0 – 4                                                                      | Inghilterra                                                                | Qual. Euro 2020                                                            | -                                                                          |                                                                            |
| 15-11-2020                                                                 | Lovanio                                                                    | Belgio                                                                     | 2 – 0                                                                      | Inghilterra                                                                | UEFA Nations League 2020-2021 - 1º turno                                   | -                                                                          | 38’                                                                        |
| 25-3-2021                                                                  | Londra                                                                     | Inghilterra                                                                | 5 – 0                                                                      | San Marino                                                                 | Qual. Mondiali 2022                                                        | -                                                                          |                                                                            |
| 31-3-2021                                                                  | Londra                                                                     | Inghilterra                                                                | 2 – 1                                                                      | Polonia                                                                    | Qual. Mondiali 2022                                                        | -                                                                          |                                                                            |
| 9-10-2021                                                                  | Andorra la Vella                                                           | Andorra                                                                    | 0 – 5                                                                      | Inghilterra                                                                | Qual. Mondiali 2022                                                        | 1                                                                          |                                                                            |
| 12-11-2021                                                                 | Londra                                                                     | Inghilterra                                                                | 5 – 0                                                                      | Albania                                                                    | Qual. Mondiali 2022                                                        | -                                                                          |                                                                            |
| 15-11-2021                                                                 | Serravalle                                                                 | San Marino                                                                 | 0 – 10                                                                     | Inghilterra                                                                | Qual. Mondiali 2022                                                        | -                                                                          | 46’                                                                        |
| 26-3-2023                                                                  | Londra                                                                     | Inghilterra                                                                | 2 – 0                                                                      | Ucraina                                                                    | Qual. Euro 2024                                                            | -                                                                          |                                                                            |
| 9-9-2023                                                                   | Breslavia                                                                  | Ucraina                                                                    | 1 – 1                                                                      | Inghilterra                                                                | Qual. Euro 2024                                                            | -                                                                          |                                                                            |
| 23-3-2024                                                                  | Londra                                                                     | Inghilterra                                                                | 0 – 1                                                                      | Brasile                                                                    | Amichevole                                                                 | -                                                                          | 67’                                                                        |
| 26-3-2024                                                                  | Londra                                                                     | Inghilterra                                                                | 2 – 2                                                                      | Belgio                                                                     | Amichevole                                                                 | -                                                                          |                                                                            |
| Totale                                                                     |                                                                            | Presenze                                                                   | 21                                                                         |                                                                            | Reti                                                                       | 1                                                                          |                                                                            |

## Palmarès

### Club

#### Competizioni nazionali
- Coppa d'Inghilterra: 1

Crystal Palace: 2024-2025

#### Competizioni internazionali
- UEFA Champions League: 1

Chelsea: 2020-2021
- Supercoppa UEFA: 1

Chelsea: 2021
- Coppa del mondo per club: 1

Chelsea: 2021

### Nazionale
- Torneo di Tolone: 1

2016

### Individuale
- Squadra della stagione della UEFA Champions League: 1

2020-2021